# Gore Obsessed
Gore Obsessed è l'ottavo album dei Cannibal Corpse, pubblicato nel 2001 dalla Metal Blade Records. Venne rilasciato in una confezione nera col titolo del disco color sangue. La copertina raffigura un esercito di zombi intenti a banchettare su un cadavere.

## Tracce
1. Savage Butchery - 1:50
2. Hatchet to the Head - 3:35
3. Pit of Zombies - 3:58
4. Dormant Bodies Bursting - 2:01
5. Compelled to Lacerate - 3:29
6. Drowning in Viscera - 3:37
7. Hung and Bled - 4:13
8. Sanded Faceless - 3:52
9. Mutation of the Cadaver - 3:10
10. When Death Replaces Life - 4:59
11. Grotesque - 3:43
12. No Remorse (Metallica cover) - 6:16 - bonus track

## Formazione
- George "Corpsegrinder" Fisher - voce
- Jack Owen - chitarra
- Pat O'Brien - chitarra
- Alex Webster - basso
- Paul Mazurkiewicz - batteria